# Канізьке повстання
Ка́нізьке повста́ння — збройне повстання селян Єлисаветградського повіту Херсонської губернії проти австро-німецької окупації у травні-червні 1918 року.
Назву повстання отримало від села Каніж, що розташовувалось у центрі повсталих сіл і було місцем дислокації штабу та збройного загону самооборони.

## Хід повстання

### Привід
Приводом до початку збройного повстання стала розправа австрійського військового підрозділу над селянами Павлівки, до якого повернувся колишній поміщик П. Лупенко і виявив, що селяни розікрали його майно. Село було оточено і спалено дві хати; людей зігнали на майдан, де відбулось побиття кийками і шомполами винних у крадіжці.

### Підготовка
Після залишення села австрійськими солдатами мешканці Павлівки вбили поміщика та управителя його маєтку і звернулись за допомогою до селян сусіднього Каніжа. Рішення про початок збройної боротьби проти австрійської військової та гетьманської адміністрації було прийняте на зборах представників Володимирської, Канізької та Панчівської волостей.
Селянами було сформовано загін добре озброєних повстанців чисельністю в 80 осіб, які отримали військовий досвід у Першій світовій війні. На чолі загону став член РСДРП Афанасій Данилов; повстанський штаб очолив М. Шушко-Сущенко. Кулемет було взято в Павлівці, 12 тис. патронів до нього — в Оситняжці. Гвинтівки повстанці відібрали у місцевих заможних селян, які не підтримали їх виступ. Священик Федір Крисін благословив селян на початок повстання і став завідувачем лазарету.
За спогадами очевидця повстання Петра Спринчана, з 20 травня на площі біля церкви відбувались наради та заняття зі стройової підготовки для селян, а виступили вони лише після заклику 27 травня.

### Бойові дії
20 травня загін у кількості 700 осіб став табором у Канежі біля кладовища. На шляхах встановили варту, плануючи рушити на Павлівку. Однак кінна розвідка виявила, що австрійців там немає, натомість гарнізон стоїть у селі Веселівці. По обіді повстанці швидко знищили австрійський загін у дворі Товстолита на краю Веселівки, більшість солдат якого на той час спали. Вцілілі австрійці втекли до Новомиргорода.
Повстанці захопили коней, зброю та боєприпаси і, розбившись на три частини, розпочали наступ на Арсенівку, де зосереджувались основні сили супротивника. Хоч на цей час кількість повстанців нараховувала вже 3 тис. осіб, австрійські війська були значно краще озброєні, мали багато гармат і кулеметів. Селяни, не досягши результату, були змушені відступити до Каніжа і нібито захопили з собою 8 чоловік полоненими.
Наступні дні після відступу австрійсько-німецьке командування, зволікаючи, підтягувало до Каніжа дві дивізії. Місцевість вивчалась з аероплана, що кружляв над селом. На відправлену в цей час радником штабу повстанців Бурдильним телеграму гетьману Скоропадському з проханням вплинути на хід подій було дано обіцянку не знищувати село (до чого підбурював австро-німецькі війська поміщик Лупенко, брат вбитого), але розправитись з більшовиками.

### Придушення
У неділю вранці 3 червня австрійський каральний загін вдерся до Каніжа. Все чоловіче населення села зігнали за огорожу церкви. Учасників повстання було виявлено; вже того ж дня о 20 годині вечора перших 60 чоловік відведено у поле й розстріляно. Частину арештованих селян відвезли до села Володимирівки в маєток поміщика Таранухи і теж розстріляли.
Загалом, було страчено 117 осіб, 109 з яких розстріляно, а 8 — в ніч на 4 червня повішено на крилах вітряка, біля якого повстанці були оточені. 1500 повстанців змогли вирватись із оточення і відступили до лісів Київської губернії (тимчасово штаб перенесли до Василівки) або розосередились по навколишнім селам.
Через кілька днів війська виїхали з Каніжа, залишивши тут лише карний загін з 50 чоловік. Селян, діти яких брали участь у повстанні, примусили сплатити по 1500 карбованців контрибуції кожному, в результаті чого було зібрано 37 тисяч і відправлено в Єлисаветградський банк. Поміщики Луценко, Іванов, Ельворті та Байченкови повернулись до своїх маєтків.

## Керівництво повстанців
- Панас (Афанасій) Іванович Данилов — керівник партизанського загону, командувач збройних сил, член РСДРП
- Тимофій Васильович Поліщук — помічник командувача, командир кавалерійського загону
- Марко Трохимович Шушко-Сущенко — начальник штабу
- П. І. Козинський — командир 1-ї роти
- С. І. Спринчан — командир 2-ї роти
- П. В. Данилов — командир 3-ї роти
- С. І. Климов — командир 4-ї роти
- Федір Крисін — завідувач лазарету, колишній священик
- Дмитро Бурдильний — радник при штабі, колишній прапорщик
- Г. М. Смиченко — начальник зв'язку
- Юхим Ніколаєв — керівник постачання продовольства, член РСДРП
- Михайло Данилов

## Пам'ять
- В Канізькій ЗОШ функціонує музей-кімната Канізького повстання, відкритий 1967 року.[3]
- В центрі села Каніж в 1958 році було встановлено пам'ятник учасникам повстання.
- На околиці Каніжа поряд з вітряком, де було повішено повстанців, встановлено хрест та меморіальну плиту. Сам вітряк згорів ще за радянської доби, тому замість нього на тому ж фундаменті встановлено зменшену копію.
- На Канізькому цвинтарі у братській могилі поховано 117 учасників повстання.
- У Кропивницькому в приватному секторі мікрорайону Новомиколаївка на честь Канізького повстання названо вулицю.